# Pedesta
Pedesta là một chi bướm ngày thuộc họ Bướm nâu.